# Евфимій (Лапін)
Єпископ Евфимій (у світі Євген Миколайович Лапін; 14 (26) лютого 1873, село Суерське, Ялуторовський повіт, Тобольська губернія — березень 1938, тюрма НКВД СССР у Новосибірську) — югорський, саха-якутський та карельський православний діяч. Ректор Томської духовної семінарії.
Єпископ Відомства православного сповідання Російської імперії з титулом єпископа Барнаульського, другого вікарія Томської єпархії, а згодом Якутського та Вілюйського. Єпископ Російської православної церкви (тихонівської), єпископ Олонецький та Петрозаводський РПЦ (т).
Жертва сталінського терору.

## Життєпис
Народився в сім'ї протоієрея Тобольської губернії у Російській імперії. Закінчив Тобольське духовне училище, Тобольську духовну семінарію, у 1899 — Московську духовну академію зі ступенем кандидата богослов'я. У тому ж році призначений викладачем до Тобольського єпархіального жіночого училища. 1902 — викладач богослов'я у Тобольській духовній семінарії.
1908 — пострижений в чернецтво. 15 січня 1909 — призначений ректором Томської духовної семінарії.

### Єпископські свячення
18 березня 1912 — хіротонія в єпископа Барнаульського, другого вікарія Томської єпархії. Відбулася у Томському катедральному соборі.
26 січня 1916 — єпископ Якутський та Вілюйський.
Був учасником Помісного собору Православної російської церкви у Москві 1917—1918 рр.
1917 — тимчасово керував Уфимською єпархією.
1919 — тимчасово керував Курською єпархією.
На соборі (1917—1918) відмовився брати участь у обранні кандидатів у Патріархи, тому, що був незадоволений порядком обрання. Критикував проект положення про єпархіальне управління.
У червні 1920 — призначений єпископом Олонецьким та Петрозаводським.
Липень 1922 — притягнутий до суду, був під слідством за звинуваченням «дискредитація совєцької влади». Виправданий через брак доказів.
До липня-серпня 1922 — єпископат Православної Церкви СССР оголосив про зміщення єпископа-тихонівця Юхима з Олонецької та Петрозаводської катедри.
4 серпня 1922 — знову заарештований органами ОГПУ СССР.
12 жовтня 1922 — звільнений під підписку про невиїзд. 12 грудня амністований.
28 грудня 1922 — за звинуваченням «розповсюдження чуток, що невигідні совєцькій владі, гальмуванні заходів з вилучення церковних цінностей» засуджений до 5 років у Сибір.
У березня 1923 — за «нелояльність до Совєцької влади, супротив здачі церковних цінностей на допомогу голодуючим Поволжя» засуджений до 3 років заслання до Нариму.
У засланні нібито зберігав титул «єпископа Олонецького» до кінця 1927, коли у числі інших засланих єпископів зміщений з катедри митрополитом-тихоновцем Сергієм Страгородським.
Після заслання у 1927—1928 жив у Томську. 28 лютого 1929 — вільне місце проживання в СССР. 1937 — знову арештований. У березні 1938 убитий комуністами. Похований у невідомій могилі в Новосибірську.

## Нагороди
- Орден Святого Станіслава ІІІ ступеню (1907)
- Орден Святої Анни ІІ ступеню (1911)
- Орден Святого Володимира III ступеню (1916)